# 富二橋村
富二橋村（ふじばしむら）は、和歌山県西牟婁郡にあった村。現在の東牟婁郡串本町中心部の北方一帯にあたる。

## 地理
- 海洋：太平洋
- 岬：砥崎
- 山岳：風吹山
- 河川：高富川、二色川、鬮野川

## 歴史

### 村名の由来
高富村の「富」、二色村の「二」に鬮野川村枝郷の橋杭の「橋」を加えた合成地名。

### 沿革
- 1889年（明治22年）4月1日 - 町村制の施行により、鬮野川村・二色村・高富村の区域をもって発足。
- 1924年（大正13年）6月30日 - 串本町に編入。同日富二橋村廃止。

## 交通

### 鉄道路線
現在は旧村域を紀勢本線が通過するが、当時は未開業。

## 名所・旧跡・観光スポット・祭事・催事
- 橋杭岩